# Euphrytus
Euphrytus är ett släkte av skalbaggar. Euphrytus ingår i familjen bladbaggar.
Kladogram enligt Catalogue of Life:
| Euphrytus | \| \| Euphrytus intermedius \| \| \| \| \| \| Euphrytus parvicollis \| \| \| \| |
|           | \| \| Euphrytus intermedius \| \| \| \| \| \| Euphrytus parvicollis \| \| \| \| |
|           | Euphrytus intermedius                                                           |
|           |                                                                                 |
|           | Euphrytus parvicollis                                                           |
|           |                                                                                 |